# Ростовцев, Иван Прокопьевич
Ива́н Проко́пьевич (Порфи́рьевич) Росто́вцев (3 [15] ноября 1898, Орловский уезд, Вятская губерния — неизвестно) — советский государственный и политический деятель.

## Биография
Родился в 1898 году в деревне Гладухино Посадской волости Орловского уезда в русской крестьянской семье.
Окончив Орловское реальное училище, в 1918 году служил в Красной Армии; в 1918—1920 годы работал учителем сельской школы. В ноябре 1919 года принят в РКП(б).
С 1920 года работал в Орловском уезде: председатель уездного комитета комсомола (1920), заведующий политпросветом (1920), инструктор Орловского уездного комитета комсомола (1921); заместитель заведующего уездным отделом народного образования, уездным земельным управлением (1921). В 1921—1923 годы — заведующий организационным, агитационным отделом Орловского уездного комитета РКП(б). С 1924 года — председатель уездного профбюро, затем — ответственный секретарь Халтуринского уездного комитета партии.
С 1926 года — ответственный секретарь Нолинского уездного комитета партии.
С 1929 года заведовал деревенским отделом Арзамасского окружного комитета партии (Нижегородский край). С июня по 15 августа 1930 — председатель Исполнительного комитета Арзамасского окружного Совета. В последующем занимал должности председателя краевого союза животноводов, заведующего сектором полеводства и животноводства организационного отдела краевого комитета партии. С 1933 года — заместитель заведующего Горьковским краевым земельным управлением — начальник управления животноводства, затем — первый секретарь Теплостанского райкома партии Горьковской области.
В последующем — на партийной работе в Старобельском округе Донбасса; по апрель 1938 года — секретарь Старобельского окружного комитета КП(б) Украины.
Избирался депутатом (от Украинской ССР) Совета Национальностей Верховного Совета СССР 1-го созыва (1937).
8 апреля 1938 года был арестован. По обвинению в участии в право-троцкистской организации 22 марта 1941 года Особым совещанием приговорён к 8 годам лишения свободы в ИТЛ. Дальнейшая судьба неизвестна.

## Комментарии
1. ↑  В Реестре селений Посадской волости деревня Гладухино не числится. Ныне территория волости относится к Оричевскому району Кировской области[2].